# Stephen Ole Marai
Stephen Ole Marai (né le 11 novembre 1962) est un athlète kényan, spécialiste des courses de demi-fond.

## Biographie
Il se classe sixième du 800 m lors des championnats du monde d'athlétisme 1987, à Rome. Cette même année, il décroche la médaille d'argent aux Jeux africains où il est devancé par son compatriote Billy Konchellah.